# Chanonat

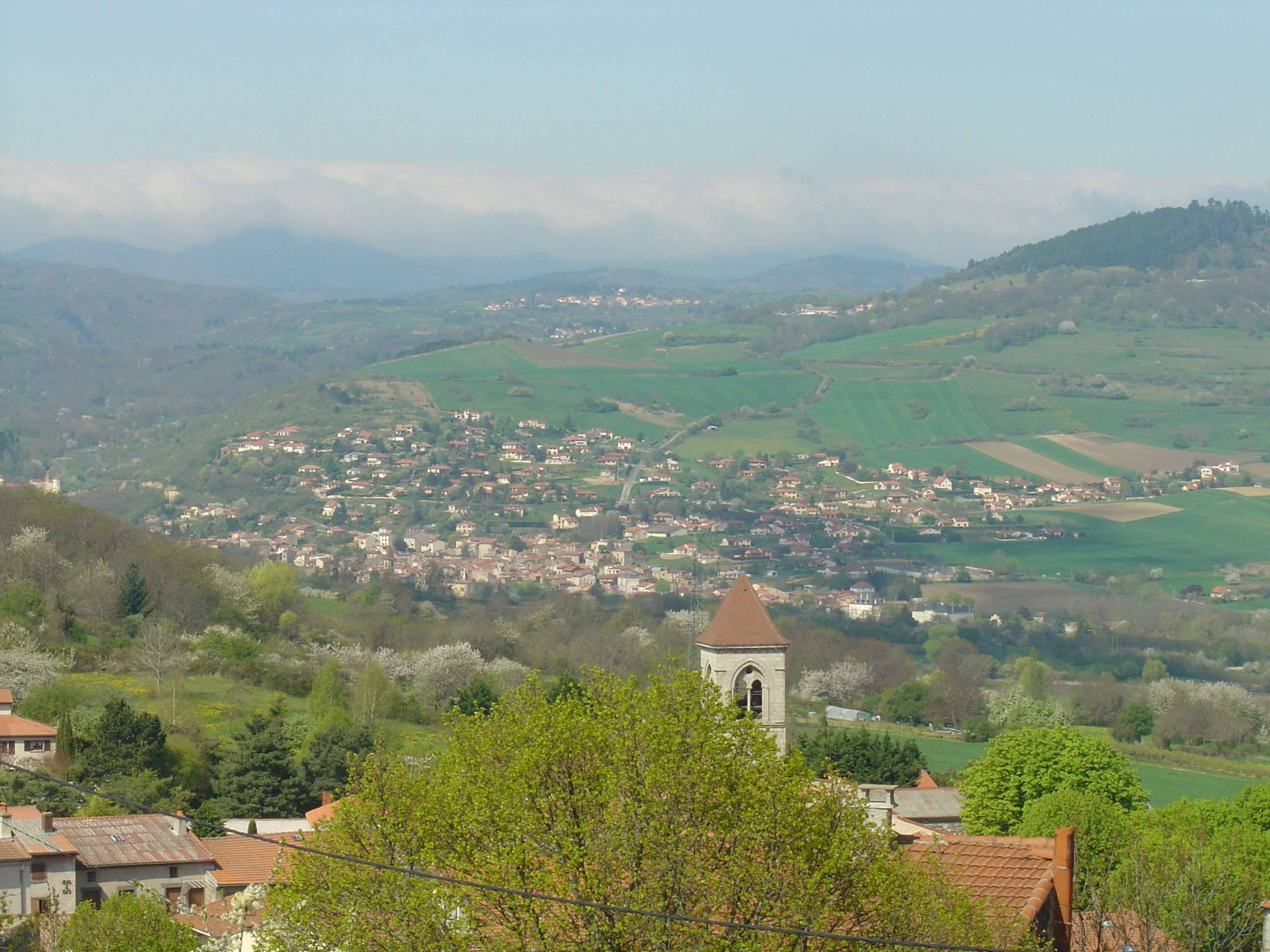
Vue générale de Chanonat depuis Le Crest.

Chanonat (/ʃa.nɔ.na/) est une commune française située dans le département du Puy-de-Dôme, en région Auvergne-Rhône-Alpes. Elle fait partie de l'aire d'attraction de Clermont-Ferrand.

## Géographie

### Localisation
La commune de Chanonat est située au centre du département du Puy-de-Dôme, au sud de Clermont-Ferrand, entre le plateau de Gergovie et la montagne de la Serre et au pied du puy Giroux, et plus généralement entre la chaîne des Puys à l'ouest et la plaine de la Limagne à l'est. Elle est adhérente du parc naturel régional des volcans d'Auvergne.
La commune est composée de trois villages : Chanonat (le chef-lieu), Jussat (au nord) et Varennes (à l'ouest) ; ainsi que des lieux-dits : Birat, Chagourdat, Molède.
Six communes sont limitrophes :
Les communes limitrophes sont  La Roche-Blanche, Le Crest, Romagnat, Saint-Amant-Tallende, Saint-Genès-Champanelle et Saint-Saturnin.
| Saint-Genès-Champanelle | Romagnat                             |                            |
|                         | Chanonat                             | La Roche-Blanche, Le Crest |
|                         | Saint-Amant-Tallende, Saint-Saturnin |                            |

### Géologie et relief
D'un point de vue géologique, la partie extrême occidentale du territoire communal, et notamment le village de Varennes, occupe des formations volcaniques.
La rivière Auzon, traversant la commune, repose « sur une coulée de trachybasalte provenant du volcanisme néogène », s'étendant « dans le fond de vallée » jusqu'à La Roche-Blanche. En aval, elle s'écoule « sur les terrains sédimentaires de la plaine de la Limagne ».
Les puys de Jussat, de Rizolles et Giroux émanent du « volcanisme pépéritique, caractéristique du volcanisme de Limagne ».
L'altitude de la commune varie, selon l'IGN, entre 447 et 802 mètres. Le point le plus bas se situe à la frontière avec la commune de La Roche-Blanche et le point le plus haut sur les hauteurs du village de Varennes.

### Hydrographie

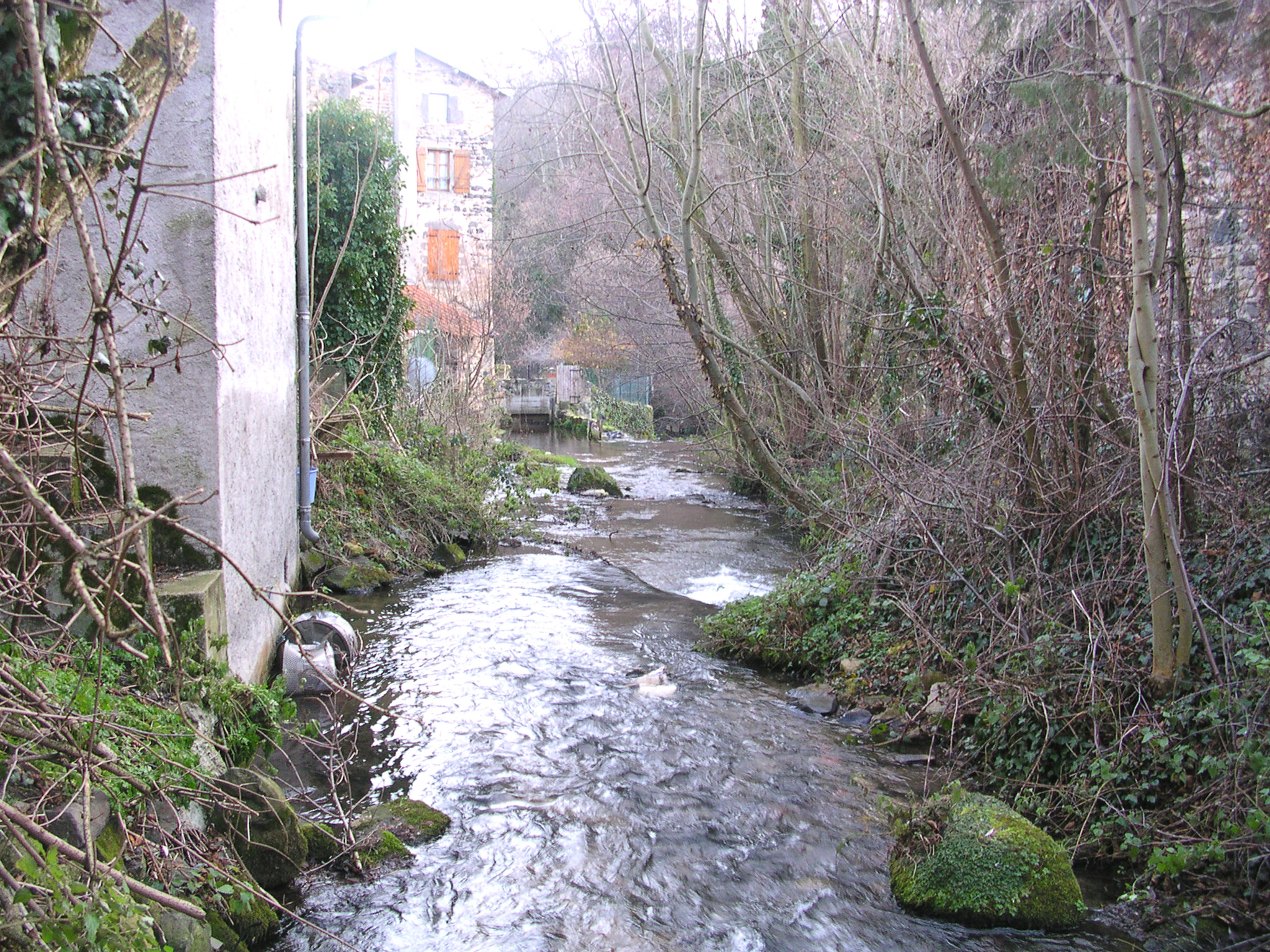
L'Auzon.

La commune est traversée par l'Auzon, affluent rive gauche de l'Allier coulant d'ouest en est, prenant sa source dans le village de Beaune-le-Chaud (commune de Saint-Genès-Champanelle).
Cinq ruisseaux coulent sur le territoire communal : de l'amont vers l'aval, le ruisseau de Nadaillat (1,9 km, rive droite, coulant en partie dans la commune), ainsi que quatre affluents rive gauche de la rivière principale : le ruisseau de la Pradelle (1 km), la rase de l'Opme (1,9 km), la rase de Macon (2,5 km) et le Petit Auzon (2,7 km).
En amont de la commune, la déclivité de l'Auzon varie de 5 à 6 % (4 % en moyenne) et décroît dès son confluent avec le ruisseau de Nadaillat ; après le pont de la route départementale 3, le lit mineur et la vallée s'élargissent.
Le régime hydrologique est mesuré par une station en aval, à La Roche-Blanche (pont de la D 52d). De type pluvial, il est « influencé par la fonte des neiges sur les monts Dômes », pouvant engendrer un risque d'inondation. Il n'existe pas de données locales sur la commune.

### Climat
Pour des articles plus généraux, voir Climat d'Auvergne-Rhône-Alpes et Climat du Puy-de-Dôme.
En 2010, le climat de la commune est de type climat des marges montargnardes, selon une étude du Centre national de la recherche scientifique s'appuyant sur une série de données couvrant la période 1971-2000. En 2020, Météo-France publie une typologie des climats de la France métropolitaine dans laquelle la commune est exposée à un climat de montagne ou de marges de montagne et est dans la région climatique Nord-est du Massif Central, caractérisée par une pluviométrie annuelle de 800 à 1 200 mm, bien répartie dans l’année.
Pour la période 1971-2000, la température annuelle moyenne est de 10,4 °C, avec une amplitude thermique annuelle de 16 °C. Le cumul annuel moyen de précipitations est de 748 mm, avec 9 jours de précipitations en janvier et 6,9 jours en juillet. Pour la période 1991-2020, la température moyenne annuelle observée sur la station météorologique de Météo-France la plus proche, « Plauzat_sapc », sur la commune de Plauzat à 9 km à vol d'oiseau, est de 11,3 °C et le cumul annuel moyen de précipitations est de 606,8 mm,. Pour l'avenir, les paramètres climatiques de la commune estimés pour 2050 selon différents scénarios d'émission de gaz à effet de serre sont consultables sur un site dédié publié par Météo-France en novembre 2022.

### Voies de communication et transports

#### Voies routières

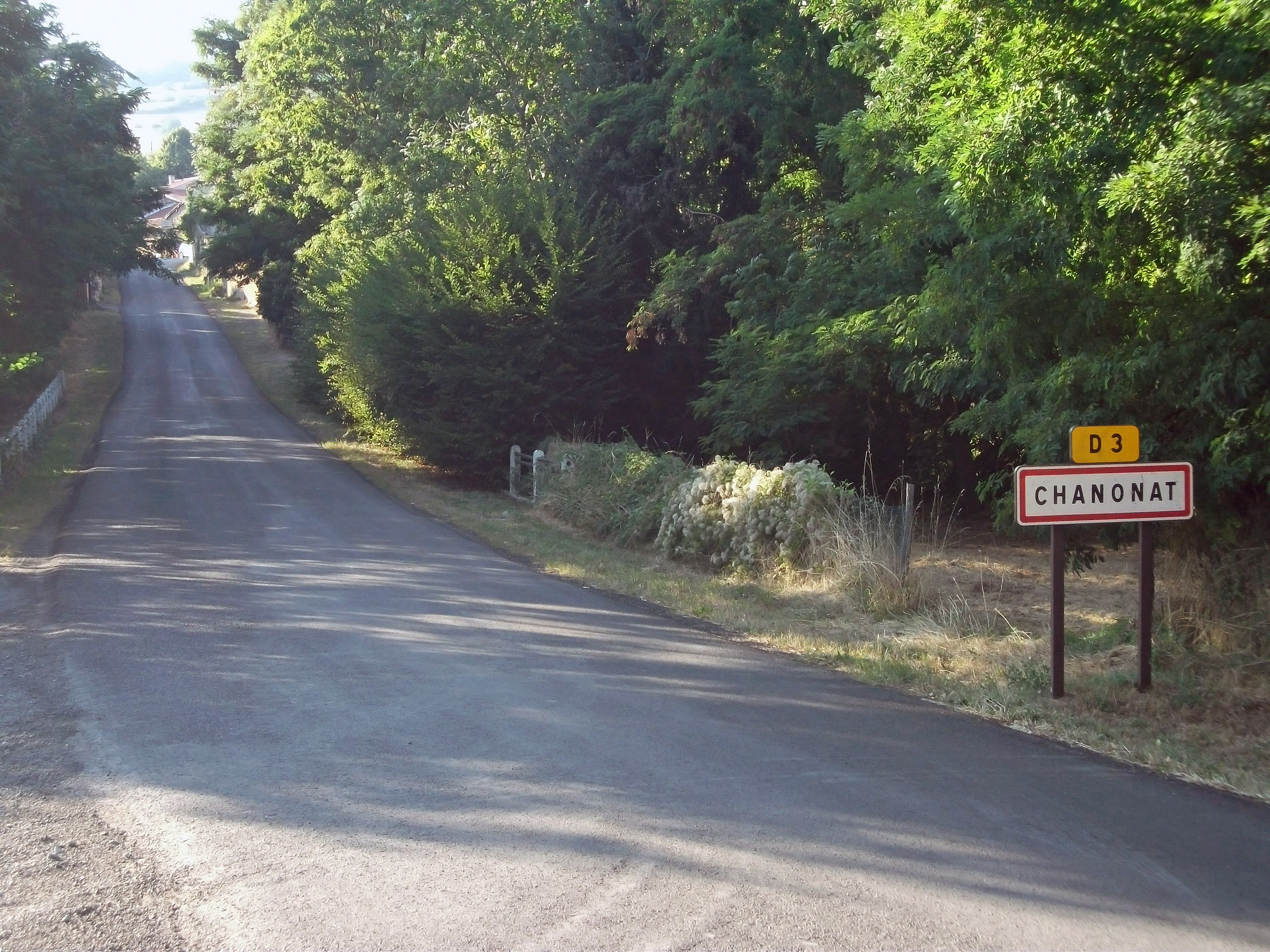
Entrée par la D 3 en provenance du Crest.

La commune est traversée d'ouest en est par la route départementale 52, route venant de la chaîne des Puys et continuant vers les communes du sud de l'agglomération clermontoise. Celle-ci part du village de Varennes, traversé par la route départementale 2089 (ancienne route nationale 89 reliant Lyon à Clermont-Ferrand et à Bordeaux).
Elle est également reliée à l'agglomération clermontoise (village d'Opme puis ville de Romagnat) par la route départementale 3 ; celle-ci passe dans le village de Jussat (une D 3a dessert le village) avant de descendre vers le chef-lieu, franchir l'Auzon et remonter la montagne de la Serre en direction du Crest.
La route départementale 785 relie la D 3 au chef-lieu de la commune. Il existe aussi des départementales 3B et 52A passant au chef-lieu, la D 52, déviée par le nord, correspond à la route des chevaliers hospitaliers.
Les rues du centre du village chef-lieu sont étroites, rendant difficile le stationnement.

#### Transports en commun
La commune est desservie par deux lignes du réseau de transport interurbain du département (Transdôme), depuis la refonte du réseau en 2017 :
- la ligne 33, reliant Saint-Saturnin et Le Crest à Clermont-Ferrand ; cette ligne dessert l'école au chef-lieu via La Roche-Blanche et Pérignat-lès-Sarliève ; le temps de trajet entre l'école et la gare routière varie entre trente-cinq et cinquante minutes[10] ;
- la ligne 52, reliant Messeix et Bourg-Lastic à Clermont-Ferrand ; cette ligne dessert le village de Varennes uniquement le vendredi (plus un retour le samedi) ; la durée de trajet est d'environ quinze minutes[11].

L'ancienne ligne 21, reliant Aydat (Rouillas-Bas) à la gare routière de Clermont-Ferrand, desservait le village de Varennes en dix-huit minutes ; elle ne fonctionne qu'en période scolaire (un aller et un retour). Elle n'existe plus depuis la refonte du réseau départemental.

## Urbanisme

### Typologie
Au 1er janvier 2024, Chanonat est catégorisée bourg rural, selon la nouvelle grille communale de densité à sept niveaux définie par l'Insee en 2022.
Elle est située hors unité urbaine. Par ailleurs la commune fait partie de l'aire d'attraction de Clermont-Ferrand, dont elle est une commune de la couronne,. Cette aire, qui regroupe 209 communes, est catégorisée dans les aires de 200 000 à moins de 700 000 habitants,.

### Occupation des sols
L'occupation des sols de la commune, telle qu'elle ressort de la base de données européenne d’occupation biophysique des sols Corine Land Cover (CLC), est marquée par l'importance des territoires agricoles (60,9 % en 2018), en diminution par rapport à 1990 (61,7 %). La répartition détaillée en 2018 est la suivante : forêts (30,4 %), prairies (29,4 %), zones agricoles hétérogènes (26 %), zones urbanisées (8,7 %), terres arables (3,3 %), cultures permanentes (2,3 %), milieux à végétation arbustive et/ou herbacée (0,1 %). L'évolution de l’occupation des sols de la commune et de ses infrastructures peut être observée sur les différentes représentations cartographiques du territoire : la carte de Cassini (XVIIIe siècle), la carte d'état-major (1820-1866) et les cartes ou photos aériennes de l'IGN pour la période actuelle (1950 à aujourd'hui).

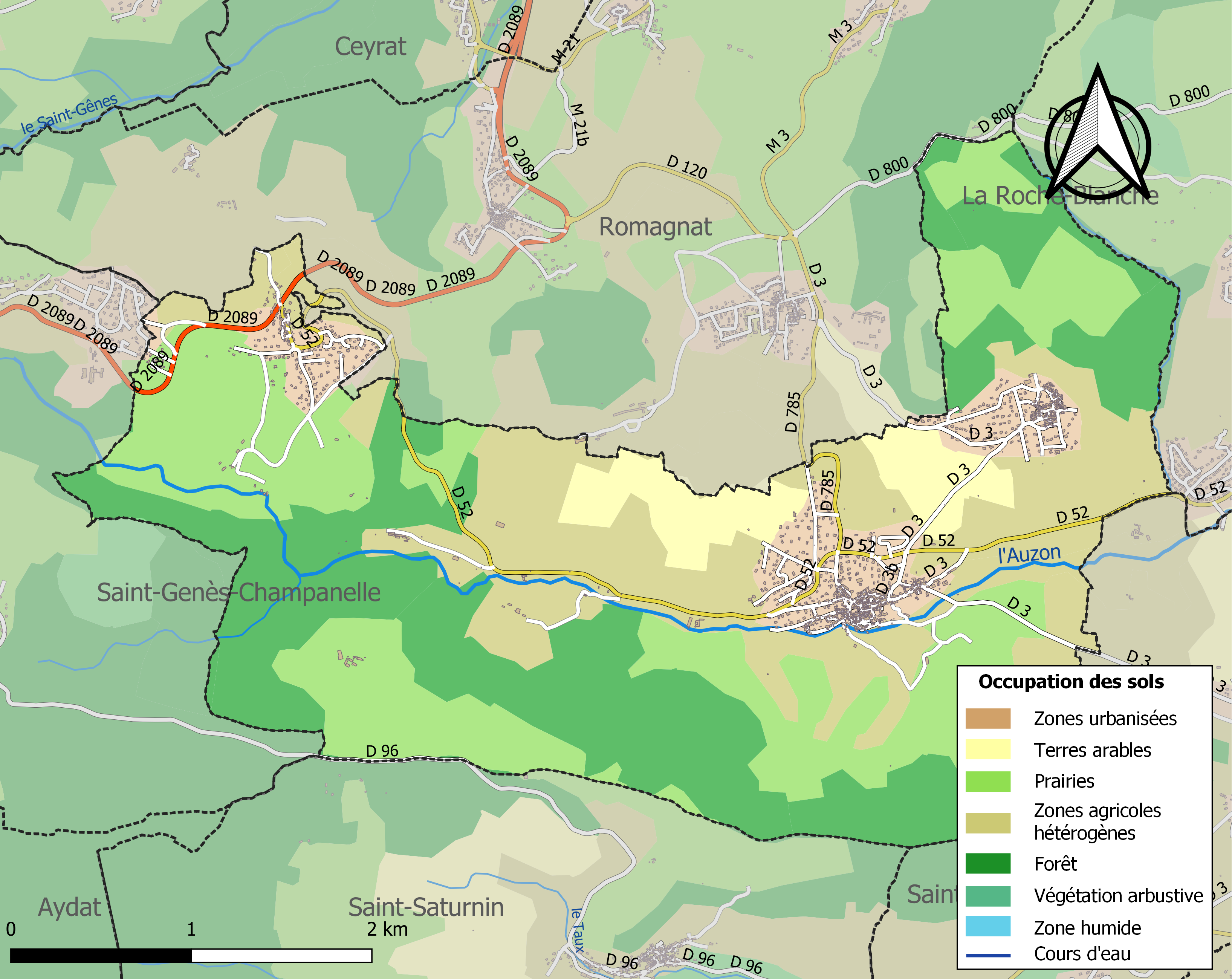
Carte des infrastructures et de l'occupation des sols de la commune en 2018 (CLC).

### Morphologie urbaine
La commune est composée de trois unités urbaines. Chanonat et La Batisse sont implantés au bord de la rivière Auzon tandis que les autres villages et lieux-dits ont conquis les hauteurs.
L'habitat est ancien dans le centre-bourg ; les constructions pavillonnaires s'élargissent autour des bourgs.
L'habitat est très dense dans les bourgs. L'urbanisation s'accélère dans les années 1980 par la construction des ensembles pavillonnaires mais ralentit ensuite par manque de terrains constructibles.

#### Chanonat (chef-lieu)
Le bourg est situé en fond de vallée, à une altitude comprise entre 480 et 520 mètres. Le bâti est caractérisé par des constructions de deux ou trois étages ; il est contraint par l'Auzon, d'où son extension vers le nord et l'ouest.

#### Jussat

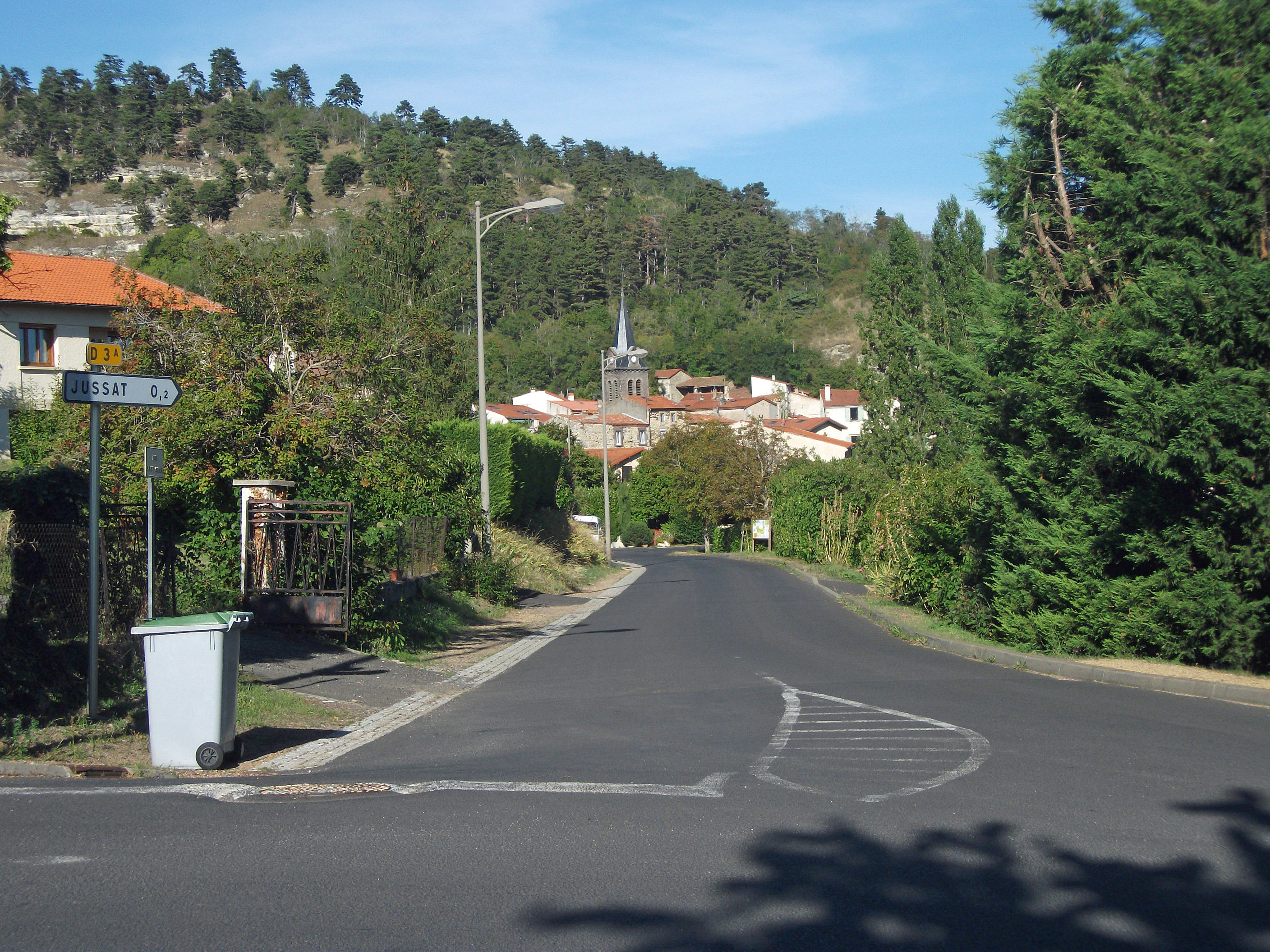
La rue Saint-Julien (D 3a) dessert le village de Jussat.

Le village de Jussat, situé au nord-est de la commune, « est perché sur les pentes d'une pépérite de Limagne ». Il s'installe dans l'interfluve entre les puys de Jussat et de Rizolles ; l'altitude varie entre 550 et 600 mètres.
C'est un ancien fort ; le premier aménagement défensif, datant de 1390, « consista à utiliser une ancienne maison du seigneur, que celui-ci céda aux habitants » qui pouvaient fortifier « à leur usage », aménager et stocker le bétail à l'abri.
Perché sur le versant sud du puy du même nom, le village est protégé des vents du nord.
L'église est le noyau central du village ; l'urbanisation a progressé vers le sud et l'ouest.

#### Varennes
Le village de Varennes domine la vallée de l'Auzon et ouvre sur la chaîne des monts Dômes. L'urbanisation, contrainte par la route départementale 2089, s'est étendue vers le sud.

### Logement

#### Architecture des logements
Dans les cœurs de bourgs, certains éléments historiques, de la période médiévale, sont conservés.
On distingue plusieurs types de maisons selon leur époque :
- les maisons vigneronnes, caractérisées par leur passé viticole, une occupation intégrale d'une parcelle ou encore « une adaptation spécifique aux besoins de [l']occupant » (cave, accès par escalier extérieur…) ;
- les fermettes de l'agriculteur-éleveur, de la fin du XIXe siècle, combinant polyculture et élevage ;
- les maisons de maître, en cœur de parcelle avec trois à cinq travées, deux étages (comprenant parfois les combles) ;
- les maisons de bourg, en limite de rue et développées en hauteur.

Les bâtiments plus récents, des XXe et XXIe siècles, offrent « un patrimoine architectural très diversifié ». Le bâti moderne est implanté au milieu d'un jardin et les constructions ne sont pas mitoyennes.

#### Chiffres du logement
En 2013, la commune comptait 771 logements, contre 745 en 2008. Parmi ces logements, 88,9 % étaient des résidences principales, 2,9 % des résidences secondaires et 8,2 % des logements vacants. Ces logements étaient pour 96,4 % d'entre eux des maisons individuelles et pour 3,6 % des appartements.
La proportion des résidences principales, propriétés de leurs occupants était de 83,4 %, en hausse sensible par rapport à 2008 (81,8 %). La part de logements HLM loués vides était de 0,3 % (contre 0 %).
Au vu des objectifs du schéma de cohérence territoriale (SCOT) du Grand Clermont, fixant une moyenne de 700 m2 par logement individuel, 41 logements pourront être construits à Chanonat (chef-lieu), 32 à Jussat et 47 à 51 à Varennes. Les parcelles bâties ne peuvent pas dépasser 82 hectares sur l'ensemble des onze communes de la communauté de communes des Cheires.
Chanonat a le taux de constructions neuves le plus important de l'agglomération ; le prix des terrains est par ailleurs le plus cher de la communauté de communes des Cheires, avec une moyenne de 100 €/m2 au bourg, 110 à Varennes et 135 à Jussat.
Par ailleurs, la commune possède deux logements locatifs sociaux privés ; le programme local de l'habitat souhaite créer onze logements locatifs sociaux publics (cinq créations et six réhabilitations).

### Projets d'aménagement
- Réaménagement de la mairie[Diag 14].

### Risques naturels et technologiques
La commune est soumise à plusieurs risques naturels (feu de forêt, inondation, mouvement de terrain, phénomènes liés à l'atmosphère et séisme) mais à aucun risque technologique. Elle a élaboré un DICRIM,.
Les inondations peuvent se produire en raison des contraintes de relief où les vallons, « au régime hydrographique intermittent », évacuent « le trop-plein des eaux pluviales ». La commune a connu plusieurs crues au cours du XXe siècle :
- dans l'entre-deux-guerres, une crue emporte la passerelle située au droit de la commanderie et endommage un lavoir et un pont ;
- à la fin des années 1980 et au début des années 1990, une inondation dans le centre-bourg serait due à l'urbanisation récente du bassin, où l'eau boueuse s'est infiltrée dans un salon de coiffure ; cette inondation pourrait avoir fait l'objet d'un arrêté de catastrophe naturelle daté du 1er avril 1992 et paru au Journal officiel du 3 ;
- en juin 1992, la rivière Auzon sort de son lit, ce phénomène est dû à un épisode pluvio-orageux prolongé ; un arrêté de catastrophe naturelle a été pris le 4 février 1993 (JO du 27) ;
- deux autres arrêtés ont été pris en novembre 1994 (arrêté du 24, JO du 2 décembre) et fin 1999 (arrêté du 29 décembre, JO du 30)[17].

Un plan de prévention du risque inondation concernant la rivière Auzon a été prescrit le 12 mars 1998 et approuvé le 9 mai 2007,.
Le risque mouvement de terrain concerne particulièrement les coteaux de Jussat et de la Serre. La commune est soumise à un risque d'aléa fort et a fait l'objet d'arrêtés de catastrophe naturelle sur cinq périodes différentes :
- entre le 1er juin 1989 et le 28 février 1998 (arrêté du 12 juin 1998, JO du 1er juillet) ;
- entre le 1er mars 1998 et le 31 mai 1999 (arrêté du 27 décembre 2000, JO du 29) ;
- entre le 1er juin 1999 et le 30 septembre 2001 (arrêté du 1er août 2002, JO du 22) ;
- en 2002 (arrêté du 8 juillet 2003, JO du 26) ;
- entre le 1er avril 2011 et le 30 juin 2011 (arrêté du 11 juillet 2012, JO du 17).

Des glissements de terrain se sont produits non loin de la route départementale 52, en 1992 et en 1998, ce dernier étant dû à une cause naturelle ; en 2003 et 2004 à Jussat (érosion) ; en 2003 à Grand Champ (coulée due à la pluie) et en 2004 (affaissement, cause anthropique).
La commune est également concernée par le risque sismique. Le risque s'élève au niveau 3 (modéré), tout comme la majorité des communes du département,.
Elle l'est également par le risque feu de forêt,.

## Toponymie
La commune prit les noms de Canonis Acum dans l'Antiquité puis Cannonagus.

## Histoire
Des légionnaires romains foulèrent très certainement le sol de ce petit bourg arverne situé au bas du plateau de Gergovie. La Gaule devenue Gallo-romaine, le petit bourg fut nommé Canonacus, puis Cannonagus après que l'Empire fut devenu chrétien.
Après avoir appartenu au comté d'Auvergne, Chanonat relève du Dauphiné d'Auvergne au milieu du XIIe siècle ; elle entre dans la maison de la Tour-d'Auvergne de 1423 à 1789. En 1764, l'administration des territoires étant extrêmement complexe dans la Société d'Ancien Régime,   Chanonat dépendait de plus de la paroisse d'Auvergne, du parlement de Paris et de l'intendance de Riom. Elle comptait 190 feux.
Au XIVe siècle débute la construction du château de la Bâtisse, mainte fois remanié, les travaux s'achevant officiellement au XVIIIe siècle.
La commune possédait deux sources minérales :
- la source de Fontrouge (ou de Font Rouge[22]), nommée « à cause du sédiment ferrugineux qu'elle dépose sur son passage »[23], sans saveur bitumineuse et analogue aux eaux de Jaude ou de Saint-Alyre, à Clermont-Ferrand[22], se trouvant dans une propriété située à deux kilomètres à l'ouest du village. D'une température de 12 °C, son débit variait de « trois à quatre litres par minute ». Celle-ci fut mentionnée notamment par Duclos en 1675 et Chomel en 1734 ; cette eau, consommée par les habitants de la commune, était prescrite contre la chlorose[23] ;
- la source de la Bâtisse, en rive droite de l'Auzon, « dans l'enclos de la Bâtisse », décrite comme « peu abondante, froide, acidule et peu minéralisée »[23].

Edmond Giscard d'Estaing fut de 1932 à 1947 maire de la commune, qui fut le lieu de vote de son fils, Valéry Giscard d'Estaing.

### Les Hospitaliers
Templiers et Hospitaliers s'implantèrent à la fin du XIIe siècle en Auvergne. En 1293, Jean de Trie, bailli d'Auvergne, cite la commanderie de Chanonat comme étant l'une des vingt-cinq commanderies de l'ordre de Saint-Jean de Jérusalem du diocèse de Clermont. L'ordre du Temple étant supprimé en 1312, les Hospitaliers d'Auvergne prennent possession de leurs biens régionaux en 1313.
La Commanderie de Chanonat date du XVIe siècle. L'église Saint-Jean a été rénovée au XVe siècle par l'ordre de Saint-Jean de Jérusalem. Peu de signes subsistent. Sont visibles des meurtrières et au-dessus de l'entrée ouest les traces d'une rosace murée.

## Politique et administration

### Découpage territorial
La commune de Chanonat est membre de la communauté de communes Mond'Arverne Communauté, un établissement public de coopération intercommunale (EPCI) à fiscalité propre créé le 1er janvier 2017 siégeant à Veyre-Monton, et par ailleurs membre d'autres groupements intercommunaux. Jusqu'en 2016, elle faisait partie de la communauté de communes Les Cheires,.
Sur le plan administratif, elle est rattachée à l'arrondissement de Clermont-Ferrand, à la circonscription administrative de l'État du Puy-de-Dôme et à la région Auvergne-Rhône-Alpes. De 1793 à 1801, elle dépendait du district de Clermont-Ferrand et du canton de La Roche de 1793 à 1801, puis de 1801 à mars 2015, du canton de Saint-Amand-Tallende (puis de Saint-Amant-Tallende).
Sur le plan électoral, elle dépend du canton des Martres-de-Veyre pour l'élection des conseillers départementaux, depuis le redécoupage cantonal de 2014 entré en vigueur en 2015, et de la troisième circonscription du Puy-de-Dôme pour les élections législatives, depuis le dernier découpage électoral de 2010.

### Élections municipales et communautaires

#### Élections de 2020
Le conseil municipal de Chanonat, commune de plus de 1 000 habitants, est élu au scrutin proportionnel de liste à deux tours (sans aucune modification possible de la liste), pour un mandat de six ans renouvelable. Compte tenu de la population communale, le nombre de sièges à pourvoir lors des élections municipales de 2020 est de 19. Les dix-neuf conseillers municipaux sont élus au premier tour, le 15 mars 2020, avec un taux de participation de 63,89 %, se répartissant en : quinze sièges issus de la liste de Julien Brunhes et quatre sièges issus de la liste d'Alexandra Chaumuzeau.
Les deux sièges attribués à la commune au sein du conseil communautaire de la communauté de communes Mond'Arverne Communauté sont issus de la liste de Julien Brunhes.
Le conseil municipal, réuni le 27 mai 2020 pour élire le maire, a désigné cinq adjoints.

#### Chronologie des maires

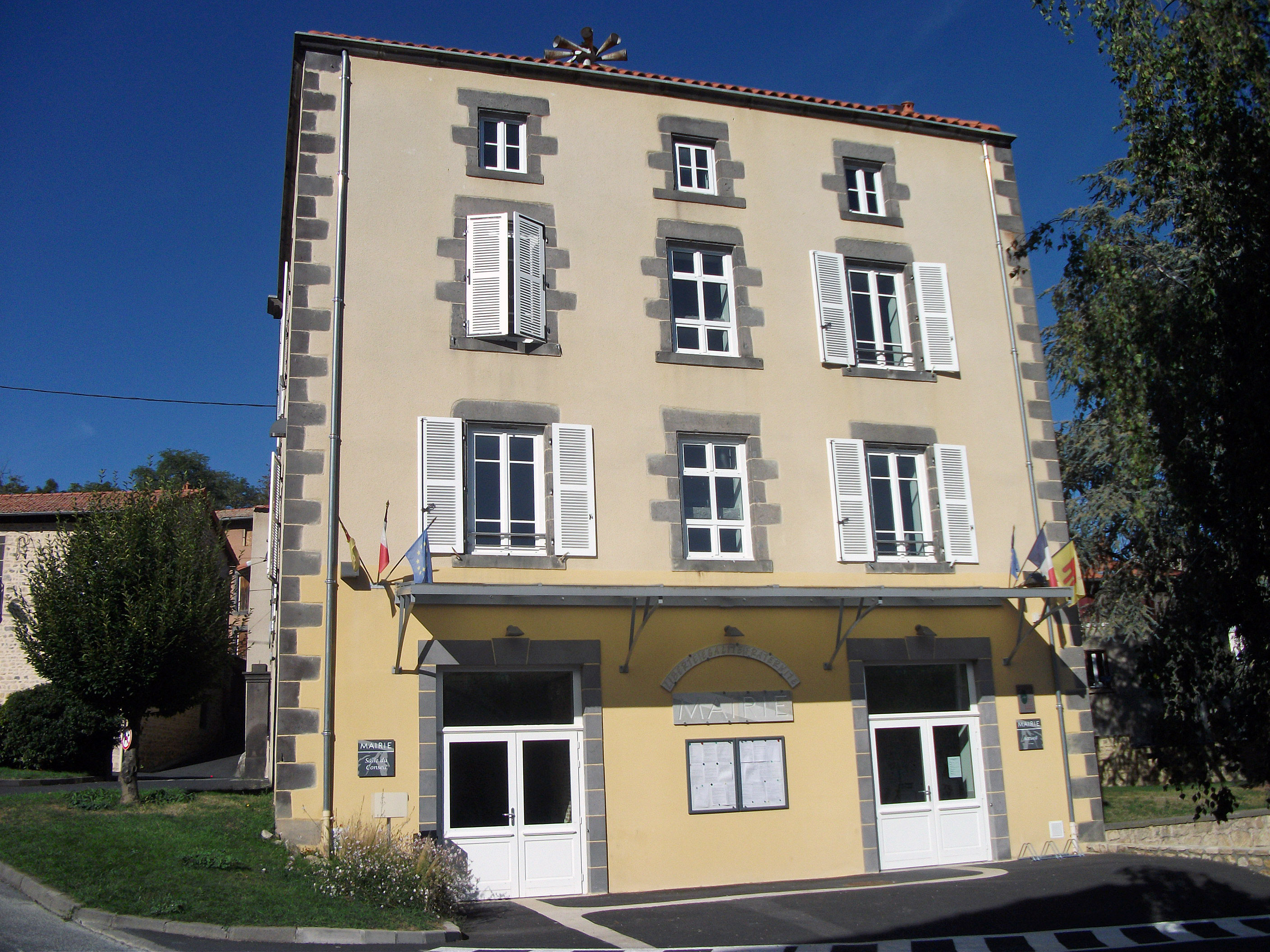
La mairie.

| Période                                  | Période                   | Identité                           | Étiquette | Qualité |
| ---------------------------------------- | ------------------------- | ---------------------------------- | --------- | --- |
| Les données manquantes sont à compléter. |                           |                                    |           | |
| 1790                                     | 1790                      | Raymond                            |           | |
| 1790                                     | 1791                      | Amable Murent                      |           | |
| 1791                                     | 1791                      | Antoine Vasson                     |           | |
| 1791                                     | 1792                      | Antoine Le Fabre                   |           | |
| 1792                                     | 1798                      | Amable Cannée                      |           | |
| 1798                                     | 1808                      | Gaudy-Bonnet                       |           | |
| 1808                                     | 1830                      | Bernard-Antoine Magaud             |           | |
| 1830                                     | 1848                      | Pierre Voilhat                     |           | |
| 1848                                     | 1852                      | Antoine Martin                     |           | |
| 1852                                     | 1862                      | Pierre Voilhat                     |           | |
| 1862                                     | 1870                      | François Martin                    |           | |
| 1870                                     | 1874                      | Antoine Martin                     |           | |
| 1874                                     | 1878                      | Antoine Voilhat                    |           | |
| 1878                                     | 1881                      | Antoine Martin                     |           | |
| 1881                                     | 1900                      | Étienne Bohatier                   |           | |
| 1900                                     | 1916                      | Michel Martin                      |           | |
| 1916                                     | 1919                      | Paul Martin                        |           | |
| 1919                                     | 1932                      | Paul de Soualhat                   |           | |
| 1932                                     | 1936                      | Pierre Secques                     |           | |
| 1936                                     | 1946                      | Edmond Giscard d'Estaing           |           | Inspecteur des finances (1919) Président de sociétés Président de la chambre de commerce internationale (1947-1959) Membre de l'Académie des sciences d'outre-mer |
| 1946                                     | 1962                      | Jean-Baptiste Lepetit              |           | |
| 1962                                     | 1975                      | Jean-Baptiste Martin               |           | |
| 1975                                     | 1995                      | Pierre de Neufville                |           | |
| 1995                                     | 1999                      | Lévon Avedikian                    |           | |
| 1999                                     | 2008                      | Gérard Rives                       |           | |
| 2008                                     | 2014                      | Jean-Pierre Pezant[réf. souhaitée] |           | |
| 2014                                     | 27 mai 2020               | Serge Charlemagne                  | DVG       | Retraité Directeur général d'une association reconnue d'utilité publique Vice-président de Mond'Arverne Communauté délégué à l'économie                           |
| 27 mai 2020                              | En cours (au 28 mai 2020) | Julien Brunhes                     |           | |

### Instances judiciaires
La commune dépend de la cour d'appel de Riom ainsi que des tribunaux administratif, judiciaire et de commerce de Clermont-Ferrand.

### Politique environnementale
La gestion de l'eau est assurée, sur le territoire communal, par le SIVOM de la région d'Issoire. La commune est alimentée par le forage de Tourtour (commune de Saint-Genès-Champanelle) pour le village de Jussat et par l'eau provenant de la galerie de Rouillas (commune d'Aydat, lieu-dit Rouillas-Bas).
La commune dispose d'un schéma directeur d'assainissement depuis 2000. Elle gère le réseau de collecte des eaux usées en régie. Le réseau intercommunal de transfert est quant à lui géré par le syndicat intercommunal d'assainissement de la vallée de l'Auzon (SIAVA) ; celui-ci recueille les eaux usées de Theix (commune de Saint-Genès-Champanelle) jusqu'à Cournon-d'Auvergne.
En dehors de quelques rares constructions très récentes, notamment à Jussat, ou encore dans le lieu-dit de Chagourdat, tous les logements sont reliés au réseau d'assainissement collectif de la commune.
La gestion des déchets est assurée par le SICTOM des Couzes, assurant la collecte et le traitement des déchets ménagers de quarante-deux communes du département dont les onze de la communauté de communes des Cheires, laquelle a délégué cette compétence en janvier 2004.

### Jumelages
Au 15 septembre 2016, Chanonat n'est jumelée avec aucune commune.

## Population et société

### Démographie

#### Évolution démographique
Les habitants de la commune sont appelés les Chanonatois.
L'évolution du nombre d'habitants est connue à travers les recensements de la population effectués dans la commune depuis 1793. Pour les communes de moins de 10 000 habitants, une enquête de recensement portant sur toute la population est réalisée tous les cinq ans, les populations de référence des années intermédiaires étant quant à elles estimées par interpolation ou extrapolation. Pour la commune, le premier recensement exhaustif entrant dans le cadre du nouveau dispositif a été réalisé en 2005.

En 2022, la commune comptait 1 715 habitants, en évolution de +2,63 % par rapport à 2016 (Puy-de-Dôme : +2,1 %, France hors Mayotte : +2,11 %).
| 1793  | 1800  | 1806  | 1821  | 1831  | 1836  | 1841  | 1846  | 1851  |
| ----- | ----- | ----- | ----- | ----- | ----- | ----- | ----- | ----- |
| 1 172 | 1 161 | 1 361 | 1 331 | 1 225 | 1 294 | 1 241 | 1 210 | 1 241 |

| 1856  | 1861  | 1866  | 1872  | 1876  | 1881  | 1886  | 1891  | 1896  |
| ----- | ----- | ----- | ----- | ----- | ----- | ----- | ----- | ----- |
| 1 294 | 1 151 | 1 085 | 1 082 | 1 092 | 1 138 | 1 163 | 1 095 | 1 011 |

| 1901 | 1906 | 1911 | 1921 | 1926 | 1931 | 1936 | 1946 | 1954 |
| ---- | ---- | ---- | ---- | ---- | ---- | ---- | ---- | ---- |
| 918  | 880  | 838  | 649  | 580  | 569  | 533  | 453  | 496  |

| 1962 | 1968 | 1975 | 1982  | 1990  | 1999  | 2005  | 2006  | 2010  |
| ---- | ---- | ---- | ----- | ----- | ----- | ----- | ----- | ----- |
| 580  | 565  | 649  | 1 073 | 1 238 | 1 426 | 1 596 | 1 603 | 1 615 |

| 2015  | 2020  | 2022  | - | - | - | - | - | - |
| ----- | ----- | ----- | - | - | - | - | - | - |
| 1 662 | 1 712 | 1 715 | - | - | - | - | - | - |

La commune, qui comptait encore plus de mille habitants au XIXe siècle avec un maximum à 1 361 en 1806, a connu une chute démographique importante en raison non seulement des deux guerres mondiales, mais aussi de maladies, d'épidémies, ou de l'exode rural. Cette population s'accroît de nouveau après 1946 du fait de « l'installation de personnes travaillant à Clermont ou sa banlieue » et le développement de l'urbanisation de type pavillonnaire dans les années 1970-1980.
L'augmentation de la population dans la commune à la fin du XXe siècle suit la tendance de la communauté de communes.

#### Pyramide des âges
En 2018, le taux de personnes d'un âge inférieur à 30 ans s'élève à 30,8 %, soit en dessous de la moyenne départementale (34,2 %). De même, le taux de personnes d'âge supérieur à 60 ans est de 26,8 % la même année, alors qu'il est de 27,9 % au niveau départemental.
En 2018, la commune comptait 860 hommes pour 834 femmes, soit un taux de 50,77 % d'hommes, largement supérieur au taux départemental (48,41 %).
Les pyramides des âges de la commune et du département s'établissent comme suit.
| Hommes | Classe d’âge | Femmes |
| ------ | ------------ | ------ |
| 0,8    | 90 ou +      | 1,1    |
| 5,1    | 75-89 ans    | 4,7    |
| 20,1   | 60-74 ans    | 21,8   |
| 22,3   | 45-59 ans    | 24,0   |
| 20,0   | 30-44 ans    | 18,6   |
| 12,3   | 15-29 ans    | 13,6   |
| 19,3   | 0-14 ans     | 16,1   |

| Hommes | Classe d’âge | Femmes |
| ------ | ------------ | ------ |
| 0,7    | 90 ou +      | 2,1    |
| 7,4    | 75-89 ans    | 10,2   |
| 17,7   | 60-74 ans    | 18,6   |
| 20,2   | 45-59 ans    | 19,2   |
| 18,4   | 30-44 ans    | 17,4   |
| 18,6   | 15-29 ans    | 17,2   |
| 17     | 0-14 ans     | 15,3   |

### Enseignement
Chanonat dépend de l'académie de Clermont-Ferrand et gère deux écoles publiques.
Le village de Jussat avait sa propre école, aussi les élèves du village allaient à l'école de Jussat. Le regroupement pédagogique a été instauré en 1983 dans la commune.
L'école maternelle Gérard-Rives, située chemin de la Chaux, a été ouverte en 2007. Elle accueille 56 élèves pour l'année 2016-2017.
L'école élémentaire (depuis 2006, auparavant, celle-ci assurait les cours de la maternelle au CM2), située rue Saint-Jean, accueille 67 élèves pour l'année scolaire 2016-2017.
Les élèves poursuivent leur scolarité au collège Henri-Pourrat de Ceyrat puis à Clermont-Ferrand, aux lycées Jeanne-d'Arc ou Blaise-Pascal.

### Santé
La commune possède un cabinet médical et un cabinet infirmier.

### Sports
Les associations sportives de la commune : Union Sportive des Jeunes Chanonatois, un club de lutte, ainsi qu'un club de football.

### Médias
- Télévision : Chaînes de la TNT et décrochages régionaux de France 3 Auvergne
- Radio : France Bleu Pays d'Auvergne
- Presse écrite : La Montagne

## Économie

### Revenus de la population et fiscalité
En 2011, le revenu fiscal médian par ménage s'élevait à 42 453 €, ce qui plaçait Chanonat au 1 925e rang des communes de plus de quarante-neuf ménages en métropole.

### Emploi
En 2013, la population âgée de quinze à soixante-quatre ans s'élevait à 1 085 personnes, parmi lesquelles on comptait 75,5 % d'actifs dont 70,9 % ayant un emploi et 4,6 % de chômeurs.
On comptait 107 emplois dans la zone d'emploi. Le nombre d'actifs ayant un emploi résidant dans la zone étant de 774, l'indicateur de concentration d'emploi est de 13,8 %, ce qui signifie que la commune offre moins d'un emploi par habitant actif.
665 des 774 personnes âgées de quinze ans ou plus (soit 85,9 %) sont des salariés. 10,5 % des actifs travaillent dans la commune de résidence.

### Entreprises
Au 1er janvier 2015, Chanonat comptait 64 entreprises : une dans l'industrie, vingt dans la construction, neuf dans le commerce, le transport, l'hébergement et la restauration, vingt dans les services aux entreprises et quatorze dans les services aux particuliers.
En outre, elle comptait 69 établissements.

### Agriculture
La commune appartient à la région agricole de la Limagne viticole. Elle est par ailleurs incluse dans trois aires géographiques :
- production de lait, transformation et affinage des AOC fromagères Bleu d'Auvergne et Fourme d'Ambert ;
- affinage des AOC fromagères Cantal et Saint-nectaire ;
- AOC viticole Côtes-d'auvergne.

Au recensement agricole de 2010, la commune comptait quinze exploitations agricoles. Ce nombre est en nette diminution par rapport à 2000 (22) et à 1988 (26).
La superficie agricole utilisée sur ces exploitations était de 190 hectares en 2010, dont 92 ha sont allouées aux terres labourables, 5 ha aux cultures permanentes et 92 ha sont toujours en herbe.

### Industrie et artisanat
La commune possède un atelier artisanal, un électricien, trois entreprises de maçonnerie, un menuisier ébéniste, un plaquiste plâtrier et deux plombiers chauffagistes.

### Commerce et services
La commune possède peu de services. Les services absents dans la commune se trouvent à La Roche-Blanche, Saint-Amant-Tallende et à Clermont-Ferrand.
La base permanente des équipements de 2015 recensait une boulangerie, fermée en 2018, elle a été remplacée depuis par un distri-pain.

### Tourisme
Au 1er janvier 2016, la commune ne comptait aucun hôtel, camping ou autre hébergement collectif.
La commune possède toutefois un gîte de groupe et trois chambres d'hôtes.

## Culture locale et patrimoine

### Lieux et monuments
Chanonat compte six monuments répertoriés à l'inventaire des monuments historiques et deux lieux et monuments répertoriés à l'inventaire général du patrimoine culturel. Par ailleurs, elle compte six objets répertoriés à l'inventaire des monuments historiques.
Elle compte par ailleurs seize sites archéologiques.

#### Patrimoine religieux

##### Croix monumentales
Chanonat compte seize croix :
- la croix de Notre-Dame du Bel Amour, place de l'Église sur l'ancien cimetière ;
- la croix de Saint Michel ;
- la croix de Saint Roch, datant probablement du XIXe siècle, placée à l'origine à l'angle des rues Notre-Dame-de-l'Arbre et de la Croix-Saint-Roch ;
- la croix de Notre-Dame de l'Arbre ;
- la croix de Saint Barthélemy ;
- la croix de Saint Étienne, dans le quartier de Mâcon ;
- la croix de Malte ;
- la croix de Saint Jean Baptiste, « accolée au mur du cimetière » ;
- la croix de Sainte Anne, du XVIe siècle, route de La Roche-Blanche, seule croix protégée aux monuments historiques (inscription par arrêté du 17 juillet 1926[58]) ;
- la croix de Saint Éloy de Noyon, la seule située au-dessus d'une fontaine ;
- une croix de mission, accompagnée de sa statue, datant du XIXe siècle ;
- la croix de Saint Jacques le Majeur (dans la cour de la cure)[Note 4] ;
- la croix de la Cure[Note 4] ;
- la croix de Malte (deux gravées au sol aux portes de la médiathèque)[Note 4] ;
- la croix du pignon de l'église ;
- une croix dans l'église, gravée au sol, indiquant l'emplacement probable de l'inhumation de Pierre de Fretat (XVIIIe siècle).

La croix, située rue Saint-Julien, en pierre de Volvic, est cerclée et ornée de deux sculptures : Christ côté sud et Saint côté nord. La base du fût cylindrique contient le nom du sculpteur : DOMAS SAHUT, Volvic. Des inscriptions sont gravées sur les quatre faces du socle trapézoïdal agrafé au soubassement :
La croix de la place de l'Église est une croix d'andésite réalisée en 1830. De type cylindrique à amortissements arrondis, elle est ornée de feuillage, d'un Christ et d'une Vierge. Seule donatrice : Antoinette TR
Rue de la Mission :
- Ange : Grand ange tenant une couronne de fleurs dans sa main gauche. La statue est sur un soubassement en calcaire avec un fût carré en ciment avec inscription MISSIONS DE 1869 AB CURE.
- Statuette : petite statue de Marie et Jésus après la crucifixion, en andésite située dans une niche dans le mur de clôture. La niche assise sur une corniche, est encadrée de deux colonnettes supportant un arc en ogive.
- Croix : croix métallique de grande hauteur.

Elle repose sur un socle hexagonal coupé en pierre de Volvic. Les trois côtés du socle sont sculptés de vitraux en croisés d’ogive.
Inscription : 1844
Fleurdélisée, la croix richement ciselée est rectangulaire.

##### Églises
L'église Saint-Étienne, des XIIe, XVe, XVIIe et XVIIIe siècles, est un édifice à nef unique et à quatre travées romanes. Les arcs en plein cintre reposent sur des piliers avec chapiteaux ornés le plus souvent de feuillages. Le transept se termine par des petites chapelles semi-circulaires. Le chevet est éclairé par de longues baies en plein cintre garnies de vitraux du peintre verrier clermontois THIBAUD. Elle est inscrite aux Monuments historiques le 27 octobre 1986.
Les objets mobiliers classés sont :
- le Christ en croix, la Vierge et Saint Jean, statue, bois, début du XVIe siècle, classé au titre objet le 20 mai 1958[60] ;
- un bénitier, du XIVe siècle, classé au titre objet le 30 septembre 1911[61] ;
- trois reliefs représentant les trois vertus (charité, force et justice), du XVIe siècle, classé au titre objet le 30 mars 1962[62].

L'église Saint-Jean a servi de salle de réunion pour l'assemblée communale depuis le 28 novembre 1790 ; elle n'est plus lieu de culte depuis une centaine d'années[réf. souhaitée] et ne bénéficie d'aucune protection.
L'église Saint-Julien, à Jussat, « a été construite sur un plan rectangulaire » et « se termine par une abside à l'est ». Elle appartenait aux religieux de Prémonté de Saint-André-lèz-Clermont aux XIIe et XVIIe siècles.

Églises de Chanonat
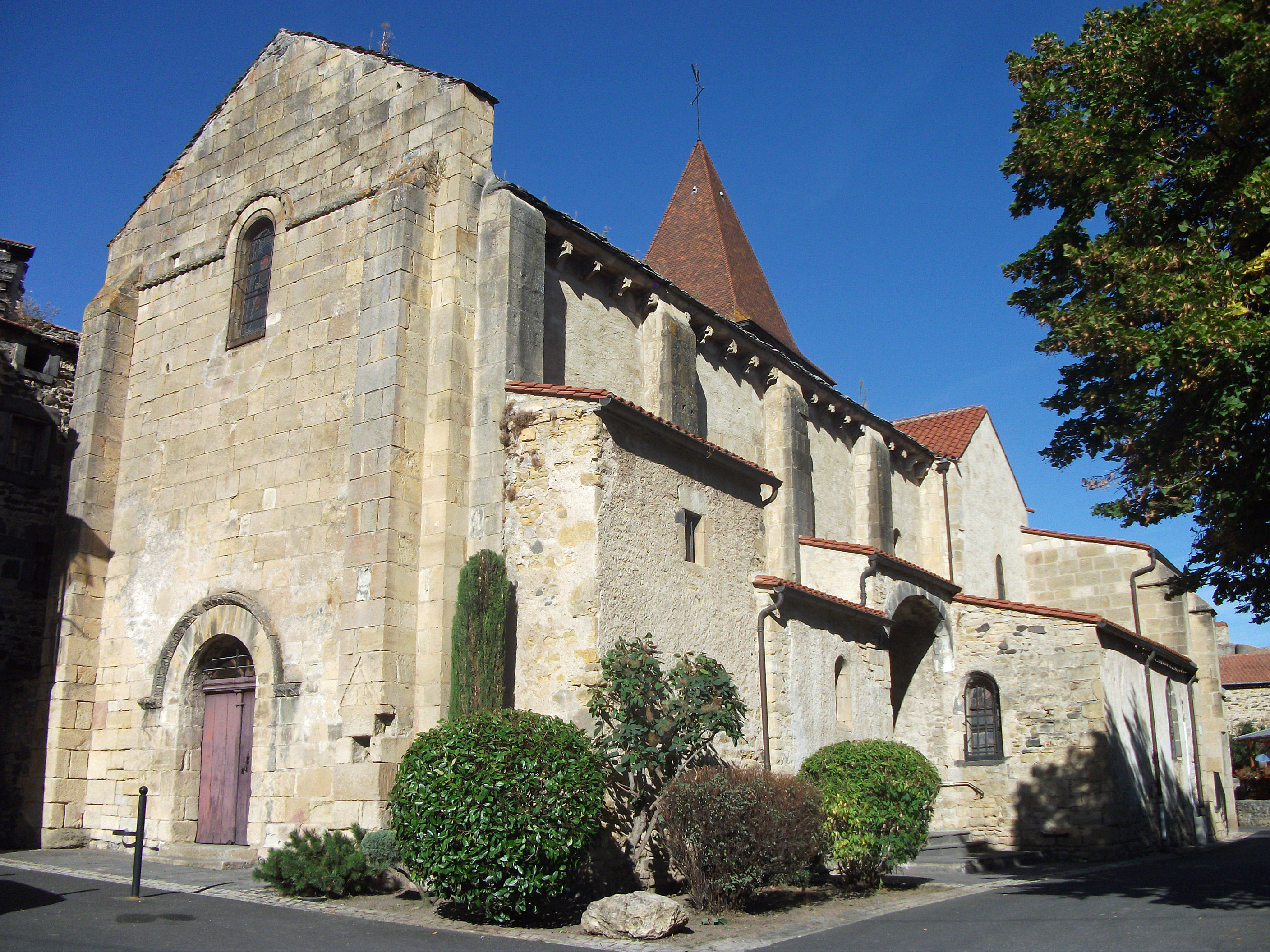
Chanonat.
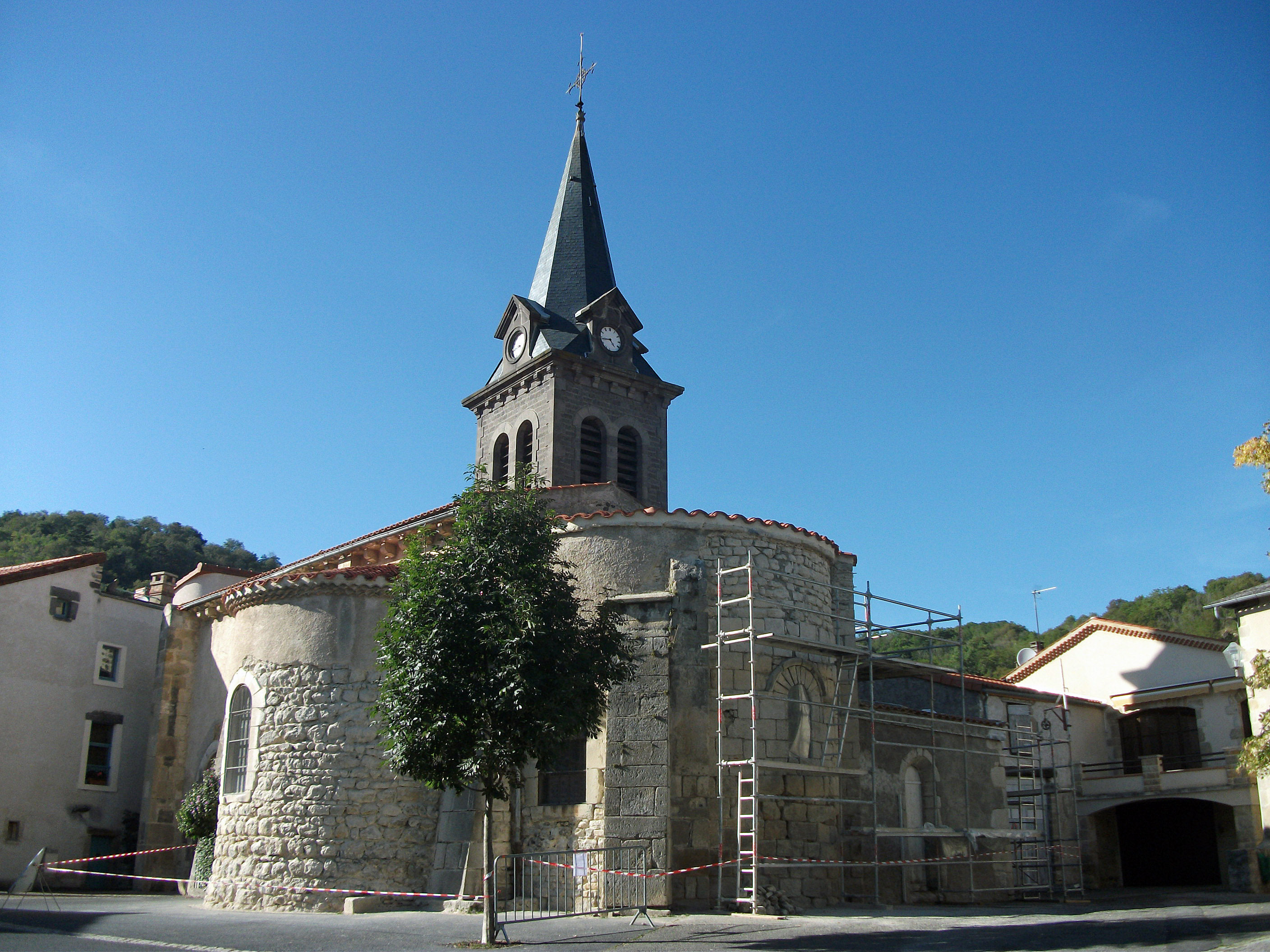
Jussat.

#### Patrimoine civil
La commanderie des chevaliers de l'ordre de Saint-Jean de Jérusalem dont l'élévation et la toiture sont protégés au titre des Monuments historiques par inscription le 19 octobre 1965.

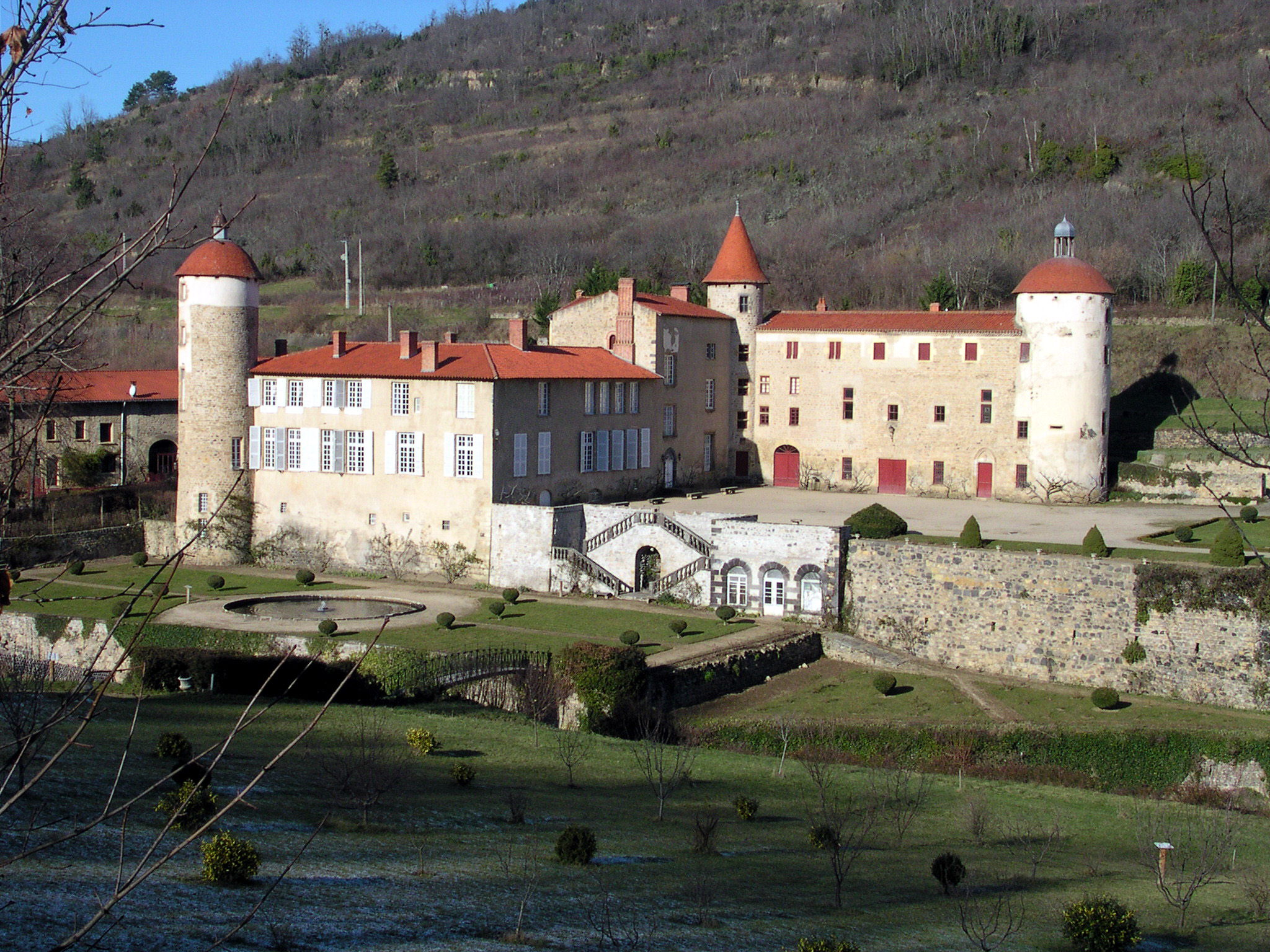
Le château de la Batisse.

Le château de la Bâtisse fut à l'origine une tour de défense au XIIIe siècle. Trois autres tours ont été construites au XIVe siècle, réunies au XVe siècle par « les corps de logis et au XVIIe siècle par des calottes à lanternons. Il a été restauré au XVIIIe siècle pour être « transformé en demeure résidentielle ».
Le château est classé aux Monuments historiques par arrêté du 16 juin 1970 pour les façades, les toitures et le grand salon du rez-de-chaussée et le 17 juillet 1997 pour les jardins, les escaliers, la serre, les pavillons, les fontaines, les bassins, les parterres, les allées, le labyrinthe, la glacière et les cascades. Le site est inscrit par arrêté du 30 août 1977.
Les objets protégés sont :
- un groupe sculpté : Vierge de Pitié (XVIe siècle), classé MH le 11 septembre 1961[65] ;
- l'ancien plan des jardins, œuvre de Jean-Baptiste Girard de Châteauneuf, datée du XVIIIe siècle, classée le 10 avril 1958[66] et conservé à l'intérieur du château[64].

Des visites du château sont animées par la troupe Les Compagnons de Gabriel, laquelle officia précédemment au château de Murol : démonstration de pièces d'artillerie, d'archers, commentaires sur l'armement et l'armorial de la famille, cours de cuisine et de langage médiévaux. Seigneurie des Girard de Châteauneuf par achat du 27 mars 1697. À la mort de Jean Girard de Chateauneuf, le général baron Arnoux de Maison-Rouge hérite le château.
Le château est toujours au XXIe siècle la résidence de la famille Arnoux de Maison Rouge.
Le jardin, œuvre de Le Nôtre, a été aménagé dans le style classique (à la française), tout en s'adaptant au site « mouvementé et agrémenté d'aménagements tels que labyrinthes, glacières [ou] cascades ». Le parc, couvrant 9,71 hectares, est site classé.
Le château de la Varvasse, d'origine médiévale (un château a été mentionné en 1310), a été reconstruit en 1565 par François Savaron et remanié aux XVIIIe et XIXe siècles. Son décor intérieur est caractéristique des réalisations du début du XIXe siècle. La chapelle date de la fin du XIXe siècle ; la ferme a été réaménagée en 1860.
Le domaine et le parc sont inscrits aux monuments historiques le 24 novembre 1995,.
Vers 1933, le château fut acquis par Edmond Giscard d'Estaing, maire de Chanonat, à Marie de Bellaigue de Soulhat. Elle tenait Varvasse de son arrière-grand-père Augustin de Bellaigue de Bughas (1795-1876) qui l'avait acheté en 1848 à M. de Riberolles. C'est le fils d'Augustin, le vicomte Victor de Bellaigue de Bughas (1828-1894), inspecteur général des finances qui restaure le château en 1886 et élève l'aile gauche d'un étage. Son frère, le père Henri de Bellaigue, a fait construire la chapelle, dessiné et exécuté les gargouilles et le bas relief.
Il comprend 1 200 m2 habitables sur un parc de quinze hectares avec jardin à la française, prairie et bois.
La famille Giscard d'Estaing y a longtemps résidé, notamment le fils d'Edmond, Valéry Giscard d'Estaing lorsqu'il était maire de Chamalières (1967-1974) puis président du conseil régional d'Auvergne (1986-2004).
Le château, à vendre en mars 2008, a été acheté par un quinquagénaire auvergnat le 5 février 2020,. Le mobilier avait été vendu en 2012.

#### Autres édifices
Le prieuré, dont l'existence est attestée en 1157, a été fondé par les moines bénédictins de l'abbaye de Port-Dieu (en Bas Limousin).
En dessous du prieuré se trouve un ensemble de bâtiments présentant des éléments architecturaux intéressants, s'organisant autour d'une cour rectangulaire où l'on accède à l'ouest par une porte avec linteau en anse de panier ; sur moitié d'un mâchicoulis tous les tympans des porte sont blasonnés. Une tour carrée au sud domine le ruisseau de l'Auzon (où vécut le poète Delille – d'où le nom tour Delille). Elle comprend un escalier à vis, desservant une salle voûtée au premier étage, reliée par une courtine à une tour cylindrique.
À gauche de la porte d’entrée, on remarque le corps de logis rectangulaire, avec fenêtres à meneaux et tourelle d'escalier en saillie sur la façade.
En continuant côté est, on accède à un autre bâtiment desservi par un large escalier aux marches usées par les ans, et avec une tour mâchicoulis qui lui fait suite.
En suivant le rempart sud-est bien délimité et percé de meurtrières, on trouve une tour d'angle, dite tour de Merle. C'est vers 1500, en pleine époque des guerres de religion, que ce capitaine Huguenot, Mattieu Merle prend successivement les villes d'Ambert et d'Issoire.
Parti en direction de Clermont, en brûlant dans les villages, églises, statues et tableaux, il occupe Chanonat et la légende nous dit qu'il pendait ses richesses à la tour.
La fontaine de la place Delille est réalisée en andésite, avec un bac octogonal composé de pierres monolithiques agraphiées. Le fût est surmonté d'un ensemble pyramidal se terminant par un gland sculpté.
Inscription de la construction : 1827 M. MAGAUD VARVAS, maire.
En hommage au poète Jacques Delille élevé jusqu'à treize ans à Chanonat par des parents nourriciers. Cette épitaphe est inscrite sur le côté sud :
À notre illustre nourrisson,

À Delille, enfant d'Apollon,

Nous consacrons cette fontaine

Ce sont les eaux de l'Hippocrène

Puisqu'elles coulent sous son nom.
- Maison capitulaire.
- Pont du Chabris, pompe : joli pont en arc surhaussé franchissant l'Auzon, avec petite maison attenante, abritant un ancien moulin.
- Bief apparent en surplomb de la rivière.
- La pompe à eau au début de la rue du Sault-Guillaume est un bel exemple de pompe à manivelle BAYARD, fonctionnant.
- Fontaine rue du Voisin : composée de trois bacs dont deux récents. Le bac original est en andésite. L'eau coule depuis un mascaron figurant une tête d'homme coiffé d'un bicorne, avec oreilles à chèvre et bouc.
- Fontaine rue du Chabris : le bac est surmonté de quatre rangées de pierre de taille maçonnées terminées par un fronton triangulaire avec l'inscription : 1827 MM. L'eau coule depuis un mascaron figurant la tête d'un animal du bestiaire fantastique.

### Patrimoine culturel
La commune possède un pôle culturel rassemblant la bibliothèque et la médiathèque communautaire.
La médiathèque de la commune propose plus de vingt mille documents.

### Patrimoine naturel
La commune adhère à la charte du parc naturel régional des volcans d'Auvergne.
Elle comprend également cinq ZNIEFF de type 1 et deux ZNIEFF de type 2, ainsi qu'une zone importante pour la conservation des oiseaux (ZICO) :
- la ZNIEFF 1 « Puy de Jussat », site de 85 hectares au nord-est de la commune autour du village du même nom ; sur coteaux et plateaux secs, on y trouve la laîche humble, l'Ophrys insecte ou le grand rhinolophe (chauve-souris). Ce site est également répertorié comme espace naturel sensible[Diag 26] ;
- la ZNIEFF 1 « Environs de Chanonat », s'étendant sur 307 hectares entre le village de Chanonat inclus et la partie nord de la montagne de la Serre[Diag 26] ;
- la ZNIEFF 1 et ZICO « Montagne de la Serre » : s'étendant sur six communes et 912 hectares pour la ZNIEFF et 2 600 hectares pour la ZICO, ce site, « formé par le relief inversé d'une cheire », se caractérise par « une grande diversité de milieux », avec des écosystèmes variés. Un grand nombre d'oiseaux migrateurs peuvent être observés, dont des rapaces ou des passereaux peu communs[Diag 26] ;
- la ZNIEFF 1 « Versants du Plateau de Gergovie » ;
- la ZNIEFF 1 « Vallée de l'Auzon » : 300 hectares, à cheval avec la commune de Saint-Genès-Champanelle, fréquenté par de nombreux oiseaux[Diag 26] ;
- la ZNIEFF 2 « Coteaux de Limagne occidentale », étendue au sens large de Riom à Langeac, couvrant le plateau de la Serre et la vallée de l'Auzon[Diag 26] ;
- la ZNIEFF 2 « Pays Coupés » ;

ainsi qu'un site classé (parc du château de la Batisse) et deux sites inscrits (château de la Batisse ; village de Chanonat et abords).
Chanonat est par ailleurs à la limite nord de la zone Natura 2000 « Pays des Couzes ».

### Personnalités liées à la commune
- Edmond Giscard d'Estaing en a été le maire de 1932 à 1947.
- La commune est le lieu de vote de son fils Valéry Giscard d'Estaing, ancien président de la République française.
- Anne-Aymone Sauvage de Brantes, épouse de Valéry Giscard d'Estaing, fut conseillère municipale de la commune de 1983 à 1995.
- Jean de Chasteauneuf (1877-1962), peintre, y est né et mort.

## Archives
- Registres d'état civil depuis : 1863
- Délibérations municipales depuis : 1873